# Pineville (Missouri)
Pineville è un comune degli Stati Uniti d'America, capoluogo della Contea di McDonald, nello Stato del Missouri.
Pineville aveva, secondo il censimento del 2000, uno popolazione di 768 abitanti.
La città si trova alla confluenza dei fiumi Big Sugar Creek e Little Sugar Creek, che qui si uniscono a formare il fiume Elk.